# Hotel Dusk: Room 215
Hotel Dusk: Room 215 ist ein in Japan als Wish Room: Tenshi no Kioku (jap. ウィッシュルーム　天使の記憶, Wisshu Rūmu: Tenshi no Kioku, dt. „Zimmer der Wünsche: Erinnerungen eines Engels“) erschienenes Point-and-Click-Adventure für den Nintendo DS.
Handlungsort des Spieles ist das titelgebende Hotel Dusk, ein kleines und heruntergekommenes Hotel in der Nähe von Los Angeles in den Vereinigten Staaten. Der Protagonist des Spieles ist Kyle Hyde, ein Ex-Cop des New York Police Department, der seinen ehemaligen Kollegen Brian Bradley sucht. Während seines Aufenthalts findet Hyde einiges über die Vergangenheit des Hotels heraus und bekommt dabei auch Antworten auf seine Fragen.
2010 erschien der Nachfolger Last Window: Das Geheimnis von Cape West.

## Handlung
Kyle Hyde hat seinen Job als Polizist im Jahr 1976 verloren, drei Jahre vor dem Beginn der Geschichte des Spieles. Hyde führte mit seinem damaligen Partner Brian Bradley Ermittlungen gegen ein Verbrechersyndikat namens Nile, in deren Verlauf Kyle auf seinen Partner schießt, der daraufhin in den Hudson River fällt und verschwindet. Hyde wird entlassen.
Drei Jahre später, im Jahr 1979 arbeitet Kyle Hyde als Vertreter der Firma Red Crown. Nebenbei führt diese Firma auch recht dubiose Auftragsarbeiten für spezielle Kunden aus: In diesem Fall will ein Unbekannter, dass eine Zeitschrift und eine rote Schatulle aus dem Hotel Dusk entfernt wird. Hyde soll diese Aufgabe übernehmen. Im Laufe des Abends und der Nacht im Hotel findet Hyde heraus, dass zwischen den Gästen eine Verbindung besteht, die ihn sogar zu Bradley führen wird.
So findet er heraus, dass Bradley offenbar gemeinsame Sache mit Nile gemacht hat, und dass fast alle Gäste des Hotels eine Verbindung zu dem Syndikat haben.
Der Besitzer des Hotels, Dunning Smith, vertraut Kyle an, dass seine Tochter seit Jahren verschwunden ist. Auch er stand mit Nile in Kontakt. Bis zum Ende des Spieles findet Hyde alle Zusammenhänge heraus und schafft es sogar, Gründe für Bradleys Vertrauensbruch zu finden.

### Charaktere
Kyle HydeDer Protagonist, 33 Jahre alt. Ist auf der Suche nach seinem Ex-Partner Brian Bradley. Wohnt in Raum 215, dem Raum der Wünsche.
Brian BradleyDer Grund für Hydes Suche. Seit seinem Sturz in den Hudson River verschollen.
Mila EvansEin stummes Mädchen, das eine mysteriöse Aura umgibt, 19 Jahre alt. Bis kurz vor Ende des Spieles kann sie nicht sprechen und leidet unter Amnesie.
Dunning SmithDer Besitzer des Hotel Dusk, 49 Jahre alt. Ein eigensinniger Mann, der genauso wenig für Polizisten übrig hat wie für überflüssigen Ärger.
Ed VincentChef der Firma Red Crown, 55 Jahre alt. Er weiß als einziger über Hydes Suche nach Bradley Bescheid. Ehemaliger Polizist aus Los Angeles.
RachelEds 27-jährige Sekretärin. Geistreich und liebenswürdig.
Louis „Louie“ DeNonnoehemaliger Taschendieb aus New York, 25 Jahre alt. Hilft Hyde, wo er nur kann.
Rosa FoxKöchin, 40 Jahre alt. Sie putzt das Hotel und die Wäsche. Sehr gutherzig.
Melissa WoodwardKleines Mädchen, 8 Jahre alt. Ihr Vater ist Kevin Woodward, ihre Mutter Grace hat die Familie verlassen.
Kevin WoodwardArzt, 35 Jahre alt. Warum seine Frau verschwunden ist, weiß er nicht. Hat vor einigen Jahren einen Kunstfehler begangen. Er wohnt mit seiner Tochter in Zimmer 219.
Jeff AngelStudent, 19 Jahre alt. Heißt eigentlich Jeff Damon und ist von zu Hause abgehauen.
Iris28 Jahre alt. Sie ist Graces Schwester, kennt aber weder Kevin noch Melissa. Auch Kevin kennt seine Schwägerin nicht.
Helen ParkerEhemalige Zauberin, 70 Jahre alt. Sucht ihren Sohn Alan.
Martin Summerberühmter Schriftsteller, 50 Jahre alt. Hat den berühmten Roman Das geheime Wort geschrieben. Ehemaliger Freund von Alan Parker, dem er die Idee und das Skript zu Das geheime Wort gestohlen hat.

## Spielprinzip und Technik
Der Spieler steuert Kyle Hyde via Touchscreen durch das Hotel und muss währenddessen viele Rätsel lösen. Dabei hält man den Nintendo DS senkrecht wie ein Buch. Auf dem linken Bildschirm ist die Umgebung aus Hydes Sicht dargestellt, rechts auf dem Touchscreen befindet sich ein Grundriss des Raumes, in dem ein roter Kreis Hydes Position markiert. Diesen Kreis zieht man mittels Touchpen durch das Zimmer, um Hyde zu bewegen.
Während des Spieles tritt man mit den verschiedenen Gästen des Hotels in Kontakt und spricht mit ihnen, damit sie ihre Geschichte mit Hyde teilen. Um Antworten zu bekommen, schlägt das Spiel Fragen und Antworten vor, von denen man eine auswählen muss. Stellt man die falsche Frage oder ist zu grob, werden die Gesprächspartner sauer und verweigern weitere Gespräche. Schlimmstenfalls wird Hyde aus dem Hotel geworfen und man muss von vorne beginnen.
Das Spiel ist in verschiedene Kapitel unterteilt, meistens entspricht ein Zeitraum von einer Stunde einem Kapitel, wobei das Spiel aber nicht in Echtzeit abläuft. Zum Ende eines Kapitels folgt eine kurze Zusammenfassung der Ereignisse, ähnlich der aus Another Code, welches auch von CING entwickelt wurde.
Um wichtige Informationen zu behalten, kann man sich Notizen per Touchscreen in ein Notizbuch machen. In diesem Buch können auch die besagten Zusammenfassungen nochmals nachgelesen werden. Für die Rätsel müssen der Touchscreen, das Mikrophon und die Tatsache, dass man den DS zuklappen kann, genutzt werden.
Das Spiel stellt die Charaktere mittels Bleistiftzeichnungen dar, an denen man auch den Gemütszustand erkennen kann. Verhält sich Kyle während eines Gespräches falsch, läuft ein roter Schatten über die Person. Für die Darstellung der Figuren wurde das Stilmittel der Rotoskopie verwendet, während die Hintergründe aus unfertigen Tuschezeichnungen und gelegentlichen 3D-Objekten bestehen.

## Produktionsnotizen
Das Spiel wendet sich in besonderer Weise an Spieler höheren Alters. So spricht Kyle Hyde durchaus rüde und konsumiert Alkohol in Massen. Außerdem fallen polemische Kommentare über den Kalten Krieg.

## Rezeption
Hotel Dusk: Room 215 erhielt mehrheitlich positive Bewertungen. Die Rezensionsdatenbank Metacritic aggregiert 57 Rezensionen zu einem Mittelwert von 78.
Das deutschsprachige Fachmagazin Adventure-Treff lobte eine „dichte und spannende Atmosphäre“, die sich aus der Story und der Charakterzeichnung ableite. Negativ angemerkt wurden der wenig liebenswerte Protagonist sowie die anspruchslosen und wenig innovativen Rätsel.
Das Fachmagazin Adventure Gamers ordnete Hotel Dusk: Room 215 2011 in seiner Liste Top 100 All-Time Adventure Games auf Platz 65 ein.